# MTV Music 24
MTV Music 24 (ook bekend als MTV Music) was een digitale tv-zender van ViacomCBS Networks International Benelux, die 24 uur per dag non-stop videoclips uitzendt. De zender kwam in de plaats van TMF Nederland. Op 1 juni 2021 is MTV Music 24 opgeheven. In Nederland is de zender vervangen door de internationale versie van MTV Hits.

## Geschiedenis
Op 2 augustus 2011 werd bekend dat TMF Nederland per 1 september 2011 stopt met uitzenden. Vj's van TMF verhuisden naar MTV Nederland. Op die dag werd een non-stop muziekzender geïntroduceerd onder de naam MTV Music 24. Als een reactie van de toegenomen concurrentie van andere muziekzenders en online service en de belangrijkste MTV-merk is afgeweken van het oorspronkelijke doel.

## Programmering
De programmering van MTV Music 24 bestaat onder meer uit:
- The Official UK Charts
- Official Countdowns
- MTV Live Sessions
- MTV At The Festivals